# Pierre Bosquet
Pierre Bosquet, francoski maršal, * 1810, † 1861.